# كارول ألت
كارول ألت (بالإنجليزية: Carol Alt)‏ (من مواليد 1 ديسمبر 1960) ممثلة و عارضة أمريكية .

## روابط خارجية
- كارول ألت على موقع IMDb (الإنجليزية)
- كارول ألت على موقع روتن توميتوز (الإنجليزية)
- كارول ألت على موقع ألو سيني (الفرنسية)
- كارول ألت على موقع أول موفي (الإنجليزية)
- كارول ألت على موقع قاعدة بيانات الأفلام السويدية (السويدية)
- كارول ألت على موقع إن إن دي بي (الإنجليزية)
- كارول ألت على موقع ديسكوغز (الإنجليزية)
- كارول ألت على موقع قاعدة بيانات الفيلم (الإنجليزية)
- كارول ألت على موقع كينوبويسك (الروسية)
- كارول ألت على موقع دليل عارضات الأزياء (الإنجليزية)